# This Is Love (will.i.am)
This Is Love è un singolo del cantante statunitense will.i.am, pubblicato il 24 giugno 2012 come secondo estratto dal quarto album in studio #willpower.

## Descrizione
Il singolo ha visto la partecipazione della cantante olandese Eva Simons ed è stato prodotto da Steve Angello e Sebastian Ingrosso degli Swedish House Mafia.
Eva Simons dichiarò ad MTV News in proposito di will.i.am:
Il singolo è stato pubblicato ufficialmente il 24 giugno 2012, e circa un mese prima nelle radio.
Il brano è stato eseguito per la prima volta in un medley di will.i.am durante il concerto per i festeggiamenti del Giubileo di diamante di Elisabetta II del Regno Unito a Londra. In questa occasione il brano è stato cantato in duetto con la cantante britannica Jessie J.

## Video musicale
Il videoclip, girato interamente a Londra, è stato pubblicato il 25 maggio 2012. Molte scene sono ambientate nella zona di South Bank, altre in un club. In esso will.i.am suona il pianoforte e in alcune scene è accompagnato da alcune violiniste. Sul piano è poggiato un laptop che mostra le riprese nel club. Nel video fa la sua apparizione anche Eva Simons.
Il video ha ottenuto la certificazione Vevo.

## Tracce
Edizioni musicali Download digitale australiano.
1. This Is Love (feat. Eva Simons) – 4:42

Edizioni musicali Download digitale britannico.
1. This Is Love (Radio Edit) (feat. Eva Simons) – 4:07
2. This Is Love (feat. Eva Simons) – 4:42
3. This Is Love (Radio Instrumental) (feat. Eva Simons) – 4:07

## Classifiche

### Classifiche settimanali
| Classifica (2012) | Posizione massima |
| ----------------- | ----------------- |
| Australia         | 7                 |
| Austria           | 15                |
| Belgio (Fiandre)  | 1                 |
| Belgio (Vallonia) | 3                 |
| Danimarca         | 23                |
| Finlandia         | 1                 |
| Francia           | 2                 |
| Italia            | 18                |
| Nuova Zelanda     | 5                 |
| Regno Unito       | 1                 |
| Slovacchia        | 25                |
| Ungheria          | 1                 |

### Classifiche di fine anno
| Classifica (2012) | Posizione |
| ----------------- | --------- |
| Belgio Fiandre    | 27        |
| Belgio Vallonia   | 27        |
| Regno Unito       | 39        |
| Svizzera          | 67        |